# Nhà xuất bản Hội nhà văn
Nhà xuất bản Hội nhà văn là một nhà xuất bản nhà nước của Việt Nam được thành lập vào năm 1957, có trụ sở hiện nay đóng tại 65, Nguyễn Du, quận Hai Bà Trưng, Hà Nội và chủ sở hữu là Hội nhà văn Việt Nam. Sản phẩm chủ yếu là nhà xuất bản là sách đa dạng các thể loại (tiểu thuyết, nghiên cứu, thơ...) và báo chí.